# Franz Ferdinand von Landsberg zu Erwitte
Franz Ferdinand Freiherr von Landsberg zu Erwitte (* 1657; † 18. März 1726) war Domherr in Münster und Osnabrück sowie Dombursar.

## Leben

### Herkunft und Familie
Franz Ferdinand von Landsberg zu Wocklum und Erwitte entstammte als Sohn des Daniel Dietrich von Landsberg zu Wocklum und Erwitte und dessen Gemahlin Antonetta von der Leyen (1633–1704) dem westfälischen Adelsgeschlecht von Landsberg. Sein Bruder Franz Anton (1656–1727) war Erbdroste, Franz Dietrich (1659–1727) Domherr und Politiker, Franz Johann (1660–1726) Domherr und Franz Ludolf (1668–1732). Sein Halbbruder Ferdinand Franz (1643–1682, Domherr in Münster, Hildesheim und Osnabrück) stammte aus der ersten Ehe seines Vaters mit Margarethe Reichsfreiin Raitz von Frentz zu Frentz und Kendenich.

### Wirken
Am 9. April 1682 erhielt Franz Ferdinand durch päpstlichen Zuspruch eine münstersche Präbende, auf die sein Halbbruder Ferdinand Franz verzichtet hatte. Am gleichen Tage kam er in den Besitz des Kanonikats in Trier. Am 17. August 1682 fand die Aufschwörung auf die Geschlechter Landsberg, Leyen, Erwitte und Bongart statt und
am 7. Mai 1691 erhielt er in Osnabrück eine Präbende. Das Domkapitel in Münster wählte ihn am 26. Juli 1694 einstimmig zum Bursar. Er war der letzte Bursar, der aus dem Kreis der Domherren hervorging. Franz Ferdinand war Subdiakon und optierte am 25. Februar 1699 das Archidiakonat Auf dem Drein.